# Marijeve vojne
Marijeve vojne je naziv za serijo vojn pod vodstvom rimskega konzula Gaja Marija, ki je z reformo rimske vojske dosegel zmage nad Numidijo, Tevtoni in Kimbri.

## Bitke
- bitka pri Vercelah